# Tramwaje w Okmulgee
Tramwaje w Okmulgee − zlikwidowany system komunikacji tramwajowej w Okmulgee w Oklahomie w Stanach Zjednoczonych, działający w latach 1911−1920.

## Historia
W 1910 sprowadzono dwa używane tramwaje z Chicago. Tramwaje w Okmulgee uruchomiono w listopadzie 1911. Kursujące od początku tramwaje elektryczne okazały się nierentowne. Oba wagony kursowały co 20 minut. System ten zamknięto w 1920 i zastąpiono komunikacją autobusową. Rozstaw toru wynosił 1435 mm.